# Krehwinkel
Krehwinkel was tot de 19e eeuw een honschap van de Duitse stad Velbert. Het honschap was de laagste bestuurseenheid in de plaats en omvatte de buurtschappen Am Baum, Grünhaus, Hardenberg, Im Birth, Knipprath en Losenburg. Krehwinkel lag aan de Uerdinger Linie, in het gebied waar van oorsprong Limburgs gesproken wordt. Krehwinkel lag ten zuiden van de Ruhr. 
Het grondgebied van de honschap Krehwinkel ligt tussen Tüschen en de binnenstad van Velbert.